# Arbeitsassistenz
Der Begriff Arbeitsassistenz wird im deutschsprachigen Raum uneinheitlich verwendet und bezeichnet je nach regionalem Kontext verschiedene Dienstleistungen und Institutionen, die auf die berufliche Integration von Menschen mit Behinderung ausgerichtet sind:
In Österreich ist Arbeitsassistenz ein bundesweites Dienstleistungsangebot zur beruflichen Integration von Menschen mit Behinderung im Arbeitsleben. Sie sind vergleichbar mit dem Integrationsfachdienst in Deutschland.
In Deutschland bezeichnet der Begriff Arbeitsassistenz die persönliche Assistenz am Arbeitsplatz (Arbeitsplatzassistenz). Sie ist vergleichbar mit der Persönlichen Assistenz am Arbeitsplatz in Österreich. Der Begriff Arbeitsassistenz wurde außerdem in Bayern seit 1986 für die psychosoziale Begleitung im Arbeitsleben verwendet, und die Hamburger Arbeitsassistenz (HAA) verwendet ihn für die personale Unterstützung von Menschen mit Lernschwierigkeiten im Betrieb bei der Einarbeitung durch Job-Coaching.

## Deutschland
- Siehe auch: Arbeitsassistenz (Deutschland)

Arbeitsassistenz ist in Deutschland im weiteren Sinne die personale Unterstützung am Arbeitsplatz (Arbeitsplatzassistenz) für behinderte Menschen mit erheblichem Unterstützungsbedarf.

### Definition
Die Bundesarbeitsgemeinschaft der Integrationsämter und Hauptfürsorgestellen hat in den gültigen Empfehlungen die Arbeitsassistenz definiert als „die über gelegentliche Handreichungen hinausgehende, zeitlich wie tätigkeitsbezogen regelmäßig wiederkehrende Unterstützung von schwerbehinderten Menschen (Assistenznehmern) bei der Arbeitsausführung in Form einer von ihnen beauftragten Assistenzkraft im Rahmen der Erlangung oder Erhaltung eines Arbeitsplatzes auf dem allgemeinen Arbeitsmarkt“. Die Arbeitsassistenz ist nach dieser Empfehlung eine Geldleistung, die der behinderte Arbeitnehmer erhält, um sich seinen Arbeitsassistenten selbst anzustellen (Arbeitgebermodell) oder bei einem ambulanten Dienst einzukaufen.
Im Rahmen der Leistungen bei außergewöhnlichen Belastungen nach § 27 der Schwerbehindertenausgleichsabgabeverordnung (SchwAV) ist es auch möglich, die Kosten eines bei dem Arbeitgeber angestellten Arbeitsassistenten zu übernehmen. Arbeitsassistenz im Sinne der Empfehlung der BIH ist die direkte personale Unterstützung am Arbeitsplatz, wie beispielsweise eine Vorlesekraft für blinde Arbeitnehmer oder Menschen mit Lernschwierigkeiten, ein Gebärdensprachdolmetscher für gehörlose Arbeitnehmer oder eine Hilfskraft für körperbehinderte Arbeitnehmer. Die Kerntätigkeit der Arbeitsaufgaben muss jedoch der Arbeitnehmer selbst erledigen können. Arbeitsassistenz wird zurzeit hauptsächlich von Arbeitnehmern mit Körper- und Sinnesbehinderungen in Anspruch genommen. Denkbar ist aber auch eine Inanspruchnahme von Menschen mit Lernschwierigkeiten für die Abdeckung des dauerhaften Unterstützungsbedarfs am Arbeitsplatz.
Die Vermittlung eines Arbeitsplatzes, die Unterstützung der Einarbeitung durch Job-Coaching oder die psychosoziale Begleitung durch den Integrationsfachdienst ist keine Arbeitsassistenz im Sinne der Empfehlung der BIH.

### Rechtsanspruch
Im Sozialgesetzbuch IX gibt es in § 49 Abs. 8 und § 185 Abs. 5 SGB IX sowie in § 17 Absatz 1a der Schwerbehinderten-Ausgleichsabgabeverordnung (SchwbAV) einen Rechtsanspruch auf die „notwendige Arbeitsassistenz“.
Als Leistung zur Teilhabe schwerbehinderter Menschen am Arbeitsleben dient die Arbeitsassistenz zum einen dem Ziel, einen sozialversicherungspflichtigen Arbeitsplatz zu erlangen (§ 270a Abs. 1 SGB III). In diesem Fall richtet sich der Rechtsanspruch, zeitlich auf drei Jahre befristet, gegen den zuständigen Rehabilitationsträger. Auch im Rahmen von Arbeitsbeschaffungsmaßnahmen (ABM) haben schwerbehinderte Menschen Anspruch auf eine Arbeitsassistenz, sofern sie diese benötigen (§ 270a Abs. 1 Sätze 2 und 3 SGB III).
Die Arbeitsassistenz dient aber auch zur Sicherung bereits bestehender sozialversicherungspflichtiger Beschäftigungsverhältnisse. Der Kostenträger ist in diesem Fall das Integrationsamt.
Auch nach der Eingliederungsphase bleibt vielfach eine Arbeitsassistenz angesichts der Art oder Schwere der Behinderung erforderlich. Dann kommt es nach drei Jahren zu einem Zuständigkeitswechsel vom Rehabilitationsträger zum Integrationsamt. Um dennoch eine einheitliche Bewilligungs- und Verwaltungspraxis zu gewährleisten, sieht das SGB IX vor, dass die Durchführung der Leistungen zur Arbeitsassistenz von Anfang an durch das Integrationsamt erfolgt; diesem werden die Kosten für die ersten drei Jahre ab Aufnahme der Beschäftigung vom zunächst zuständigen Rehabilitationsträger erstattet. Eine vergleichbare Regelung gibt es bei der Arbeitsassistenz in Arbeitsbeschaffungsmaßnahmen (§ 49 Abs. 3 Nr. 7 SGB IX sowie § 21 Abs. 4 in Verbindung mit § 17 Abs. 1a SchwbAV). Die Übernahme der Kosten einer notwendigen Arbeitsassistenz ist auch zur Aufnahme bzw. Sicherung einer wirtschaftlich selbstständigen Existenz möglich (§ 17 Abs. 1 Nr. 4 und Abs. 2 bis 3 SchwbAV).
Da es bei der Arbeitsassistenz um eine Geldleistung an schwerbehinderte Menschen geht, bietet es sich an, die Form des Persönlichen Budgets zu wählen. Die Integrationsämter stellen ein solches Persönliches Budget zur Verfügung. Die Leistungshöhe bemisst sich dabei anhand des durchschnittlichen täglichen Bedarfs an Arbeitsassistenz. Die Kostenübernahme soll – gemäß dem allgemeinen sozialrechtlichen Angemessenheitsgebot – in einem ausgewogenen Verhältnis zu dem damit erzielten wirtschaftlichen Integrationserfolg stehen, d. h. zu dem sozialversicherungspflichtigen Einkommen, das der schwerbehinderte Mensch selbst erzielt.
In der Praxis werden Leistungen zur Arbeitsassistenz auch zusammen mit Leistungen an Arbeitgeber zur Abdeckung außergewöhnlicher Belastungen in Form personeller Unterstützung erbracht; dies ermöglicht flexible Formen der Arbeitsassistenz, vor allem bei zeitlich zum Teil nicht genau vorher bestimmbarem Assistenzbedarf am Arbeitsplatz.
Im Jahre 2003 gab es in Deutschland 8304 Fälle von Arbeitsassistenz bei den Integrationsämtern, davon 620 nach dem Arbeitgebermodell, sowie 78 Fälle bei der Bundesagentur für Arbeit.
Bis zum Jahr 2010 stieg die Zahl der Fälle von Arbeitsassistenz nach dem Arbeitgebermodell auf 2.283, die anderen Zahlen wurden von der BIH leider nicht ausgewiesen.

## Österreich

### Arbeitsassistenz
Arbeitsassistenz in Österreich ist ein bundesweites Dienstleistungsangebot zur beruflichen Integration von Menschen mit Behinderung. Aufgabe und Auftrag der Arbeitsassistenz ist, Behinderten in den Arbeitsprozess zu vermitteln und Behinderten, deren Arbeitsplätze gefährdet sind, nachhaltig zu sichern.
Es umfasst für Arbeitnehmer
- Erarbeitung eines Fähigkeitsprofils
- gemeinsame Suche nach geeigneten Arbeitsplätzen
- Möglichkeit der Begleitung beim Vorstellungsgespräch
- individuelle Unterstützung beim betrieblichen Integrationsprozess
- Nachbetreuung am Arbeitsplatz bei Bedarf.

Es umfasst für  Arbeitgeber
- vorstellen geeigneter Personen, die dem Anforderungsprofil entsprechen
- Information über Fördermöglichkeiten und Hilfestellung bei der Förderabwicklung
- Möglichkeit der Unterstützung während der Einarbeitungsphase
- professionelle Begleitung bei Problemen und in Krisensituationen.

Daneben gibt es – häufig beim gleichen Träger – das Angebot der Jugendarbeitsassistenz. Es richtet sich an Jugendliche mit Behinderung zwischen 14 und 19 Jahren. Als weitere spezielle Leistungen wurden in den letzten Jahren Clearing, Job-Coaching, Berufsausbildungsassistenz, persönliche Assistenz am Arbeitsplatz entwickelt.
Im Jahr 1992 wurden deshalb die ersten beiden Arbeitsassistenz-Modellprojekte in Oberösterreich durch den Trägerverein pro mente Oberösterreich und in Niederösterreich durch den Verein IBI als Pilotprojekt für die Zielgruppe der Menschen mit psychischen Beeinträchtigungen gegründet. Die ersten Arbeitsassistenz-Einrichtungen für Menschen mit einer geistigen Behinderung waren neben dem IfS die Lebenshilfe Ennstal (damals Liezen) in der Steiermark und der Verein Bungis im Burgenland. Unabhängig von der Entwicklung der Arbeitsassistenz arbeitete das Institut für Sozialdienste (IfS) in Vorarlberg bereits seit Mitte der achtziger Jahre nach den Prinzipien der Unterstützten Beschäftigung vorwiegend für die Zielgruppe der Menschen mit Lernschwierigkeiten und schweren geistigen Behinderungen.
Seit dem Beitritt Österreichs zur Europäischen Union im Jahr 1995 wurde das Angebot der Arbeitsassistenz schrittweise ausgebaut und auch auf andere Behinderungsarten ausgedehnt. Dieser Ausbau stand in einem engen Zusammenhang mit den Möglichkeiten der Kofinanzierung durch den Europäischen Sozialfonds. 1999 erfolgte die gesetzliche Verankerung der Arbeitsassistenz im Behinderteneinstellungsgesetz. Mit der Einführung der Beschäftigungsoffensive der Bundesregierung („Behindertenmilliarde“) im Jahr 2001 wurde die ursprünglich für erwachsene Menschen mit Behinderung konzipierte Arbeitsassistenz auch auf die Zielgruppe jugendlicher Menschen mit Behinderung ausgeweitet. Im Jahr 2001 wurde der Dachverband Arbeitsassistenz zur Vernetzung aller Arbeitsassistenz-Anbieter in Österreich gegründet, der sich 2006 zum Dachverband Berufliche Integration weiterentwickelte.
Die Finanzierung erfolgt durch die  Bundessozialämter, den Arbeitsmarktservice oder/und die Bundesländer.
Das Berufsbild des Arbeitsassistent verbindet eine Ausbildung im sozialen Bereich (z. B. Sozialpädagogen, Psychologen) mit Ausbildungen und Erfahrungen aus dem privatwirtschaftlichen Bereich. Das Berufsbild und Anforderungsprofil ist in den Richtlinien § 6 Begleitender Hilfen im österreichischen Behinderteneinstellungsgesetz geregelt. Das erfolgreiche Modell Arbeitsassistenz ist ausschlaggebend dafür, dass es mittlerweile mehr als 100 Arbeitsassistenzen für Behinderte in Österreich gibt.

### Persönliche Assistenz am Arbeitsplatz
Die Persönliche Assistenz am Arbeitsplatz (PAA) umfasst in Österreich Unterstützungsleistungen, die im Rahmen eines Dienstverhältnisses oder einer Ausbildung erforderlich sind.  Sie orientiert sich am individuellen Unterstützungsbedarf der Assistenznehmer, die Experten in eigener Sache sind. Die Persönliche Assistenz am Arbeitsplatz in Österreich ist vergleichbar mit der Arbeitsassistenz in Deutschland (siehe oben).
Persönliche Assistenz am Arbeitsplatz bietet konkret:
- Mobilitätshilfe (Weg zwischen Wohnung und Arbeitsstelle bzw. Ausbildungsort, Außendienste …)
- Unterstützung manueller Art bei der Dienstverrichtung oder während der Ausbildungszeit (Aufbereitung von Unterlagen, Bedienung technischer Geräte …)
- sonstige behinderungsbedingt erforderliche Unterstützung (Hilfe beim Mittagessen, bei der Toilette …)

Die Leistungen der PAA können in Österreich Personen in Anspruch nehmen, die mindestens in der Pflegestufe 3 eingestuft sind und in einem sozialversicherungspflichtigen Dienstverhältnis stehen oder sich in der Ausbildung befinden und dabei Assistenz benötigen.
PAA wird vom Bundessozialamt aus Mitteln der Beschäftigungsoffensive der österreichischen Bundesregierung (Behindertenmilliarde) für Menschen mit Behinderungen finanziert. Die Assistenznehmer zahlen keinen Selbstbehalt. In allen Bundesländern (mit Ausnahme des Burgenlandes) gibt es Assistenzservicestellen, die für die Projektumsetzung zuständig sind.

### Deutsche Situation
- Kurzvideo zur Arbeitsassistenz barrierefrei
- Integrationsämter in Deutschland: Kontakt
- Hamburger Arbeitsassistenz (HAA)
- Information der Bundesarbeitsgemeinschaft für Unterstützte Beschäftigung zum Thema Arbeitsassistenz
- assistenzantrag.de – Informationen für Antragsteller

### Österreichische Situation
- Dachverband Berufliche Integration
- Arbeitsassistenz Tirol
- WIN WIENERINTEGRATIONSNETZWERK
- Volkshilfe OÖ Arbeitsassistenz